# Brigo (Monarquia Lusitana)
Brigo sucede a Jubalda e faz parte da lista de reis lendários mencionados por vários autores portugueses e espanhóis, entre o Séc. XVI e XVIII, por exemplo, Florián de Ocampo ou Bernardo de Brito.
Bernardo de Brito atribui-lhe um período exacto (1906 a.C. - 1855 a.C.). Foi frequentemente associado à terminação "briga" de várias cidades portuguesas antigas, como Conimbriga, Merobriga, Lacobriga, etc.
Por exemplo, João de Barros acerca de Favaios diz
Favaios - é uma vila na parte de Galiza, e agora em Portugal, na comarca de Trás os Montes, chamou-se Flavia como dizem letreiros antigos que ali vi. Parece que Ptolomeu lhe chama Flaviobriga, daquelas que edificou el Rey Brigo.
É descrito no Capítulo 6 da Monarchia Lusytana:
"Do rei Brigo, Senhor de Espanha, e do particular amor que teve aos Lusitanos.".